# 15938 Боненбласт
15938 Боненбласт (15938 Bohnenblust) — астероїд головного поясу, відкритий 27 грудня 1997 року.
Тіссеранів параметр щодо Юпітера — 3,435.